# 영원의 문
〈영원의 문〉(An der Schwelle der Ewigkeit)은 빈센트 반 고흐의 작품이다. 본래 1882년에 석판화로 찍었던 것을 1890년, 생레미에 거주할 때 유화로 다시 그린 것이다.
이 그림은 의자에 앉아 고개를 숙이고 얼굴을 손으로 가린 채 울고 있는 노인의 모습을 담고 있습니다. 노인이 앉아 있는 의자와 그의 자세는 깊은 슬픔과 절망을 표현하고 있으며, 이는 반 고흐 자신의 심리적 상태를 반영한 것으로 해석됩니다. 작품의 배경은 단순하며, 노인의 고통에 초점을 맞추고 있습니다.
반 고흐는 이 작품을 통해 인간의 존재와 고통, 그리고 영원한 운명에 대한 깊은 성찰을 담고 있으며, 그의 독특한 붓질과 색채 사용이 두드러집니다. 작품의 강렬한 감정과 표현력은 많은 사람들에게 깊은 인상을 주고 있습니다.